# Moving Shadow
Moving Shadow — бывший британский лейбл звукозаписи, основанный в 1990 году Робом Плэйфордом. Специализировался на музыке в стиле драм-н-бейс, а также в его поджанрах.

## История
Лейбл начал своё существование в 1990, в квартире Плэйфорда в Стивенидже. В 1997 году он первый из лейблов своего рода записывает и выпускает 100-ю пластинку. В 2007 году лейбл прекратил своё существование. Роб Плэйфорд откомментировал это так: «Я хочу чтобы Moving Shadow остался таким как мы его запомнили». За время своего существования было выпущено около 200 виниловых пластинок и более 40 альбомов.

## Дискография
Полная дискография Moving Shadow, включает в себя специальную серию изданий и издания лейбла Audio Couture.
Список изданий:
- Синглы Moving Shadow с 001 по 050, с 051 по 100, с 101 по 150, с 151 по последующие
- Альбомы
- Серия «2 в 1»
- Серия лимитированных виниловых изданий «10 Series»
- Серия лимитированных виниловых изданий MSXEP, включающее в себя две пластинки
- Серия CD семплера
- Синглы Audio Couture

## Артисты лейбла
| - Aquasky - Basic Unit - Calyx - Dom & Roland - E-Z Rollers - Flytronix | - Guardians of Dalliance - Higher Sense - Hoax - Omni Trio - Technical Itch - Timecode |

## Другие артисты, издававшиеся на лейбле
| - 2 Bad Mice - Foul Play - Hyper On Experience - JMJ & Richie - Dave Wallace - Dead Dred - Rufige Kru - Blame - Justice - DJ Pulse | - Tango - Roni Size & Krust - The Alliance - Deep Blue - Essence Of Aura - Dead Calm - Nookie - Renegade - DJ Harmony - Kudos | - Neotech - Earth Leakage Trip - DJ Trax - DJ Crystl - After Dark - Dvus - Oaysis - Cosmo & Dibbs - Kaotic Chemistry - Natural Mystic | - Mastermind - Sci - Tone Def - Mashed - Destruction Production - Cloud 9 - Bash Street Kids - Current Affairs |